# Östra Sönnarslöv
Östra Sönnarslöv är en tätort i Kristianstads kommun och kyrkby i Östra Sönnarslövs socken i Skåne, belägen cirka 20 kilometer söder om Kristianstad.
Eftersom Östra Sönnarslöv ligger vid foten av Linderödsåsen har byn en mycket varierande och kuperad terräng.

## Historia
Östra Sönnarslöv är med största sannolikhet ett mycket gammalt bebyggelsenamn. Lövnamnen är sällsynta i Sverige och har sitt ursprung i danskans lev, vilket betyder efterlämnat, ett arvegods från en person. Sönnarslöv betyder alltså att någon med namnet Sonner eller Sender fick området i arv en gång i tiden, troligtvis innan kristendomen kom till Skåne.
Området är mycket rikt på fornlämningar från bronsåldern och vikingatiden.

### Befolkningsutveckling
| Befolkningsutvecklingen i Östra Sönnarslöv 1960–2020 | Befolkningsutvecklingen i Östra Sönnarslöv 1960–2020 | Befolkningsutvecklingen i Östra Sönnarslöv 1960–2020 | Befolkningsutvecklingen i Östra Sönnarslöv 1960–2020 | Befolkningsutvecklingen i Östra Sönnarslöv 1960–2020 |
| ---------------------------------------------------- | ---------------------------------------------------- | ---------------------------------------------------- | ---------------------------------------------------- | ---------------------------------------------------- |
|                                                      |                                                      |                                                      |                                                      |                                                      |
| År                                                   |                                                      |                                                      | Folkmängd                                            | Areal (ha)                                           |
| 1960                                                 | 1960                                                 |                                                      | 369                                                  |                                                      |
| 1965                                                 | 1965                                                 |                                                      | 325                                                  |                                                      |
| 1970                                                 | 1970                                                 |                                                      | 269                                                  |                                                      |
| 1975                                                 | 1975                                                 |                                                      | 245                                                  |                                                      |
| 1980                                                 | 1980                                                 |                                                      | 271                                                  |                                                      |
| 1990                                                 | 1990                                                 |                                                      | 318                                                  | 66                                                   |
| 1995                                                 | 1995                                                 |                                                      | 304                                                  | 66                                                   |
| 2000                                                 | 2000                                                 |                                                      | 285                                                  | 66                                                   |
| 2005                                                 | 2005                                                 |                                                      | 296                                                  | 68                                                   |
| 2010                                                 | 2010                                                 |                                                      | 294                                                  | 68                                                   |
| 2015                                                 | 2015                                                 |                                                      | 265                                                  | 68                                                   |
| 2020                                                 | 2020                                                 |                                                      | 265                                                  | 69                                                   |
|                                                      |                                                      |                                                      |                                                      |                                                      |

## Samhället
Östra Sönnarslövs kyrka ligger i orten.
Mellan 1899 och 1928 bedrevs cementtillverkning i Maltesholms cementfabrik omedelbart norr om orten.